# جيف ديفيدسون
جيف ديفيدسون (بالإنجليزية: Jeff Davidson)‏ هو لاعب كرة قدم أمريكية أمريكي، ولد في 3 أكتوبر 1967 في آكرون في الولايات المتحدة.

## وصلات خارجية
- جيف ديفيدسون على موقع مرجع كرة القدم المحترفة.كوم (الإنجليزية)